# Manuela Vollmann

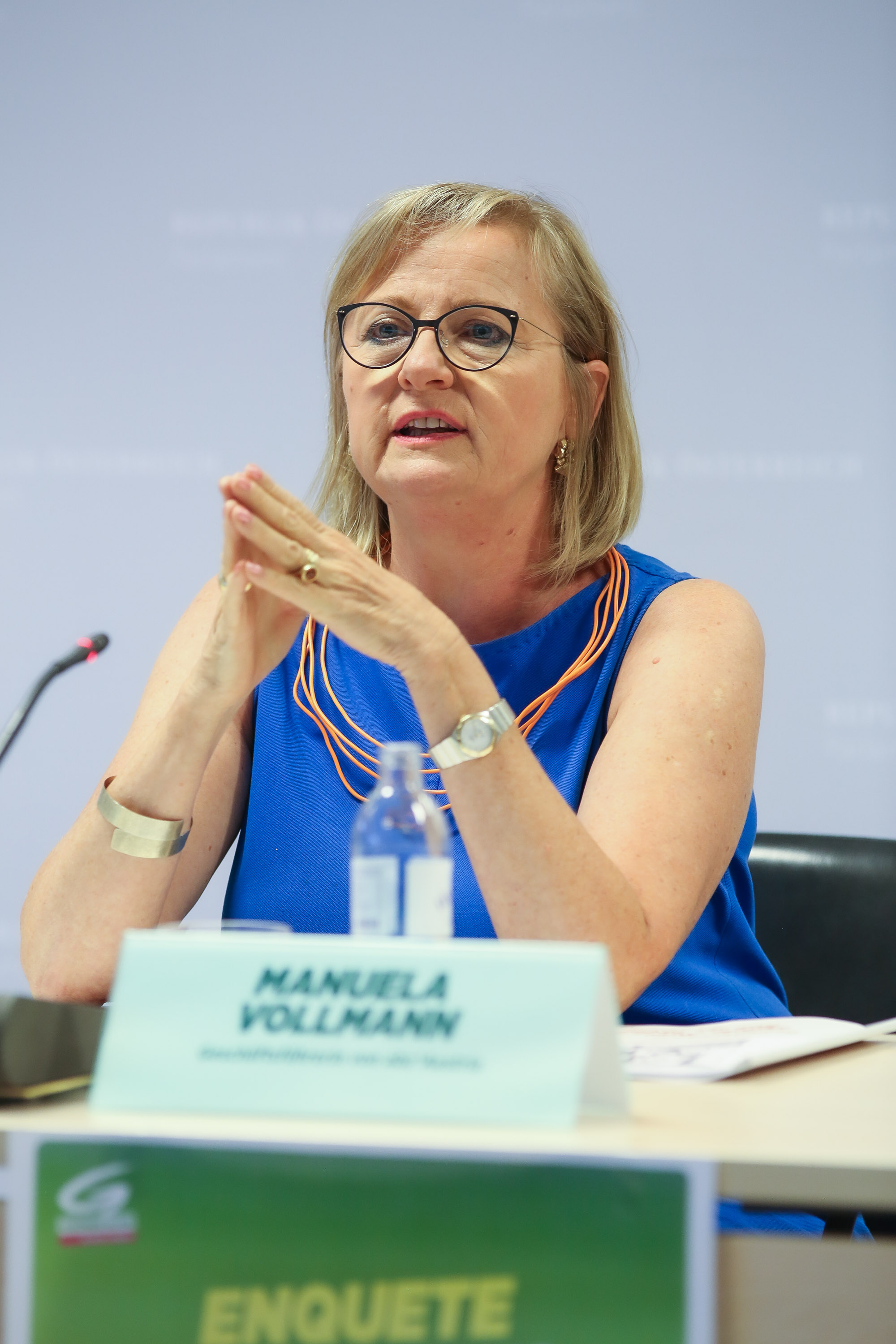
Manuela Vollmann, 2020

Manuela Vollmann (* 12. Juli 1961 in Neusiedl bei Güssing, Gemeinde Kukmirn, Burgenland) ist eine österreichische Erwachsenenbildnerin und Managerin im Non-Profit- und Non-Governmental-Sektor.

## Werdegang
Manuela Vollmann besuchte von 1980 bis 1982 die Pädagogische Akademie Graz-Eggenberg in Graz, an der sie die Lehramtsprüfung zur Volksschullehrerin ablegte. Von 1982 bis 1988 studierte Vollmann Pädagogik an der Karl-Franzens-Universität Graz und an der Universität Wien mit den Schwerpunkten Schulpädagogik, Erwachsenenbildung und der Fächerkombination Feministische Wissenschaft und Frauenforschung. Sie schloss ihr Studium 1988 mit dem Magister der Philosophie ab. Ihre Diplomarbeit Der Mythos von der geschlechtsneutralen Chancengleichheit beschäftigte sich mit  Genderfragen.
Nach ihrer Ausbildung 1988 hielt Vollmann Akademikerinnentrainings für den Verein EFEU und war bis 1989 Forschungsbeauftragte des Bundesministeriums für Wissenschaft und Forschung im Bereich der Frauenforschung. Von 1989 bis 1991 war Vollmann im Rahmen des Hochschullehrgangs für Politische Bildung für Lehrer als wissenschaftliche Assistentin am Interdisziplinären Institut für Forschung und Fortbildung (IFF) in Wien tätig. 1991 wurde sie mit der inhaltlichen und organisatorischen Konzeption von einem Arbeitsmarktprojekt mit zwölf Unternehmen betraut. Daraus folgte 1992 die Gründung des Non-Profit-Unternehmens abz*austria. Sie  übernahm Geschäftsführung und Vorstandsvorsitz des Vereins.

## Auszeichnungen
- 2012 Silberner Rathausmann der Stadt Wien[1]
- 2012 abz*austria, mit  Manuela Vollmann gegründet und von Manuela Vollmann geleitet, erhielt zum 20-Jahre-Jubiläum den Österreichischen Staatspreis für Erwachsenenbildung in der Kategorie Innovation[2]
- 2013 Goldenes Verdienstzeichen des Landes Wien
- 2021 Wiener Frauenpreis in der Kategorie Arbeitsmarkt[3]

## Öffentliche Funktionen
- 1999 Mentorin im Rahmen des transnationalen EU-Projektes „Preparing women to lead“
- 1999/2000: Mentorin im Rahmen des Programmes „Regionales Mentoring in Niederösterreich für Politik und Öffentlichkeit“
- 2000 österreichische Delegierte bei der EU-Konferenz zum Start der Gemeinschaftsinitiative EQUAL, Lissabon
- 2004–2006 im Beirat des BMUKK für Bildungsberatung im Bereich Gender Mainstreaming
- 2009–2012 Jurymitglied zum Mingo Award der Wirtschaftsagentur Wien
- 2011: Mitglied der „Steuerungsgruppe Lifelong Guidance“, Bundesministerium für Unterricht, Kunst und Kultur
- seit 2011 Mitglied der „Gruppe Wirkung berufliche Integration“, die auf Reintegration in den Arbeitsmarkt abzielt
- 2013 Mitglied in der Jury von Frau in der Wirtschaft für das Gender/Diversity Stipendium 2013
- 2013 Vortragende bei der Ringvorlesung „Gesellschaftliche Innovation“ an der Hochschule München, von der Social Entrepreneurship Akademie organisiert, mit dem Titel „New ways of working – new ways of thinking. Zusammenhang von Arbeitszeit- und Arbeitsorganisationsmodellen und gesellschaftlicher Innovation“

## Veröffentlichungen
- mit Christina Steiner (1988): „Ein Konzept, viele Ansprüche – und der Weg zur Realisierung. Erfahrungsbericht zweier Tutorinnen“. In: C. Freisner, L. Gubitzer (Hg.). Zeitschrift für Hochschuldidaktik, 12/1988 Nr. 1–2, Verlag österreichische Gesellschaft für Hochschuldidaktik.
- mit Ilse M. Seifried (1989): „SIEziehung statt ERziehung“. In: M.A. Kreienbaum (Hg.). Frauen bilden Macht. Dokumentation des 7. Fachkongresses „Frauen und Schule“, Barbara Weisbachverlag, Dortmund.
- (1989): „KOEDUKATION – Sabotage der Chancengleichheit?!“. In: rotpress – Zeitschrift für Hochschule, Politik und Kultur. Heft 3/Mai 1989.
- mit Ursula Rosenbichler (1991): „Lernen für uns selbst. Forderung nach einer geänderten Bildungsarbeit in der Lehreraus- und -fortbildung“. In: Machen Frauen Schule? Erziehung und Unterricht. Österreichische Pädagogische Zeitschrift Heft 7/Oktober 1991.
- mit Ursula Rosenbichler (1991): „Lehrer werden ist nicht schwer, Lehrerin sein umso mehr. Zum Entwicklungsfeld ‚Lehrerfortbildung’“. In: Angekreidet, Sexismus in der Schule und Bildung, Schulheft 63, Jugend und Volk.
- mit Christa Hirt-Steiner, Edith Vosta (1992): „Ausbildungs- und Beschäftigungszentrum für Frauen. Vorstellung eines Pilotprojektes zur Qualifizierung von Berufsrückkehrerinnen im Büro- und Verwaltungsbereich“. In: Informatik Forum, Jg. 6, Heft 1, März 1992, FGI TU Wien.
- (1993): „Qualifizierung allein genügt nicht – Professionalisierung durch Sozialmanagement“. In: Tagungspublikation: „Wien – Berlin“. Zwei Modelle kommunaler Arbeitsmarktpolitik, IFA Wien, Eigenverlag.
- (1994): „Chancen für Frauen ab 30. Das ABZ Meidling hilft beim Wiedereinstieg“. In: GPA-Angestelltenjournal Nr. 877, 2/94, Wien.
- (1994): Zurück in den Beruf. Ein Modellprojekt zum Wiedereinstieg und zur Qualifizierung von Berufsrückkehrerinnen. In: Perspektiven, Heft 1/2 1994, Wien.
- mit Ursula Rosenbichler (1994): Qualifizierung als arbeitsmarktpolitische Maßnahme. In: Werner Lenz (Hrsg.): Bildungsarbeit mit Erwachsenen. Bildung Arbeit Gesellschaft Band 17, Profil-Verlag, München Wien 1994, ISBN 3-89019-356-0.
- (2003): „Chancen für Frauen – Chancen der Wirtschaft“,  Interview. In: TOOLS. Österreichische Fachzeitschrift für Erwachsenenbildung. Heft 1, 2003.
- mit Helene Schrolmberger (2003): „Vorwort. Das abzwien – eine Erfolgsgeschichte“. In: 10 Jahre abzwien. Einstieg zum Aufstieg. Chancen für Frauen. Chancen der Wirtschaft. Festschrift, Wien.
- (2003): „Das Prinzip ‚Arbeiten und Lernen’ galt von Anfang an als Herzstück des abzwien“. In: 10 Jahre abzwien. Einstieg zum Aufstieg. Chancen für Frauen. Chancen der Wirtschaft. Festschrift, Wien.
- mit Roberta Rastl (2003): „Public Relations im abzwien. Oder: ‚Networking & Communications’ in Non-Profit-Organisationen mit dem Ziel der Gleichstellung von Frauen im arbeitsmarkpolitischen Zusammenhang“. In: 10 Jahre abzwien. Einstieg zum Aufstieg. Chancen für Frauen. Chancen der Wirtschaft. Festschrift, Wien.
- mit Helene Schrolmberger (2003): „Karenz-Geld – Kinder-Geld“. In: 10 Jahre abzwien. Einstieg zum Aufstieg. Chancen für Frauen. Chancen der Wirtschaft. Festschrift, Wien.
- mit Helene Schrolmberger (2004): Wege aus der Frauenarmut. In: Karin Heitzmann/Angelika Schmidt (Hrsg.): Wege aus der Frauenarmut. Frauen, Forschung und Wirtschaft Band 14, Peter-Lang Verlag, Frankfurt am Main 2004, ISBN 3-631-52593-1.
- (2005): Zur Problematik AMS-geförderter Maßnahmen aus Trägersicht – Qualität im Wettbewerb bei sozialen und arbeitsmarktpolitischen Dienstleistungen. In: Brigitte Mosberger, René Sturm (Hrsg.): Zwischen Lifelong Learning, Qualitätsdebatte und Werkvertrag. Beiträge im Anschluss an die Fachtagung »Kompetenzen, Berufsfelder und Arbeitsbedingungen von Trainern« vom 5. Oktober 2005 in Wien, Arbeitsmarktservice Österreich, Communicatio, Wien 2006, ISBN 3-85495-234-1.
- (2006): „Qualität und Quantität von Arbeit – ein Widerspruch? Zur Bedeutung von Qualitätsstandards im Arbeitsraum Europa.“ In: Die Armutskonferenz (Hrsg.): Armut ist vermeidbar. Dokumentation der sechsten Österreichischen Armutskonferenz, Horn.
- (2011): „Chancen für Frauen? Arbeitsmarkt und Anforderungen an Weiterbildung“. In: AUF – Eine Frauenzeitschrift, Nr. 152, März 2011, Seite 10–11.
- (2011): „Lebenslanges Lernen, Lern-Lust lebenslang. Lehrgang für Frauen 45+“. In: Magazin erwachsenenbildung.at. Das Fachmedium für Forschung, Praxis und Diskurs. Ausgabe 13, 2011. Wien.
- (2012): „Alter(n) & Arbeit. Generationsübergreifende Personalpolitik, innovative Arbeitszeitmodelle, alter(n)sgerechte Aus- und Weiterbildung“. In: esf insight, Magazin des Europäischen Sozialfonds, März 2012, Wien.[4]
- mit Zierlinger, L. (2021): „Für mehr Feminismus in Unternehmen“, in: Sihn-Weber, A. (Hrsg.), CSR und Inklusion: Bessere Unternehmensperformance durch gelebte Teilhabe und Wirksamkeit. Wien. Springer-Verlag. S. 397–417.

Herausgeberin
- Elisabeth Birmily, D. Dablander, Ursula Rosenbichler, Manuela Vollmann (Hrsg.): Die Schule ist männlich. Zur Situation von Schülerinnen und Lehrerinnen. Aufsatzsammlung, Verlag für Gesellschaftskritik, Wien 1991, ISBN 3-85115-143-7.